# Izrael na Zimowych Igrzyskach Olimpijskich 2010

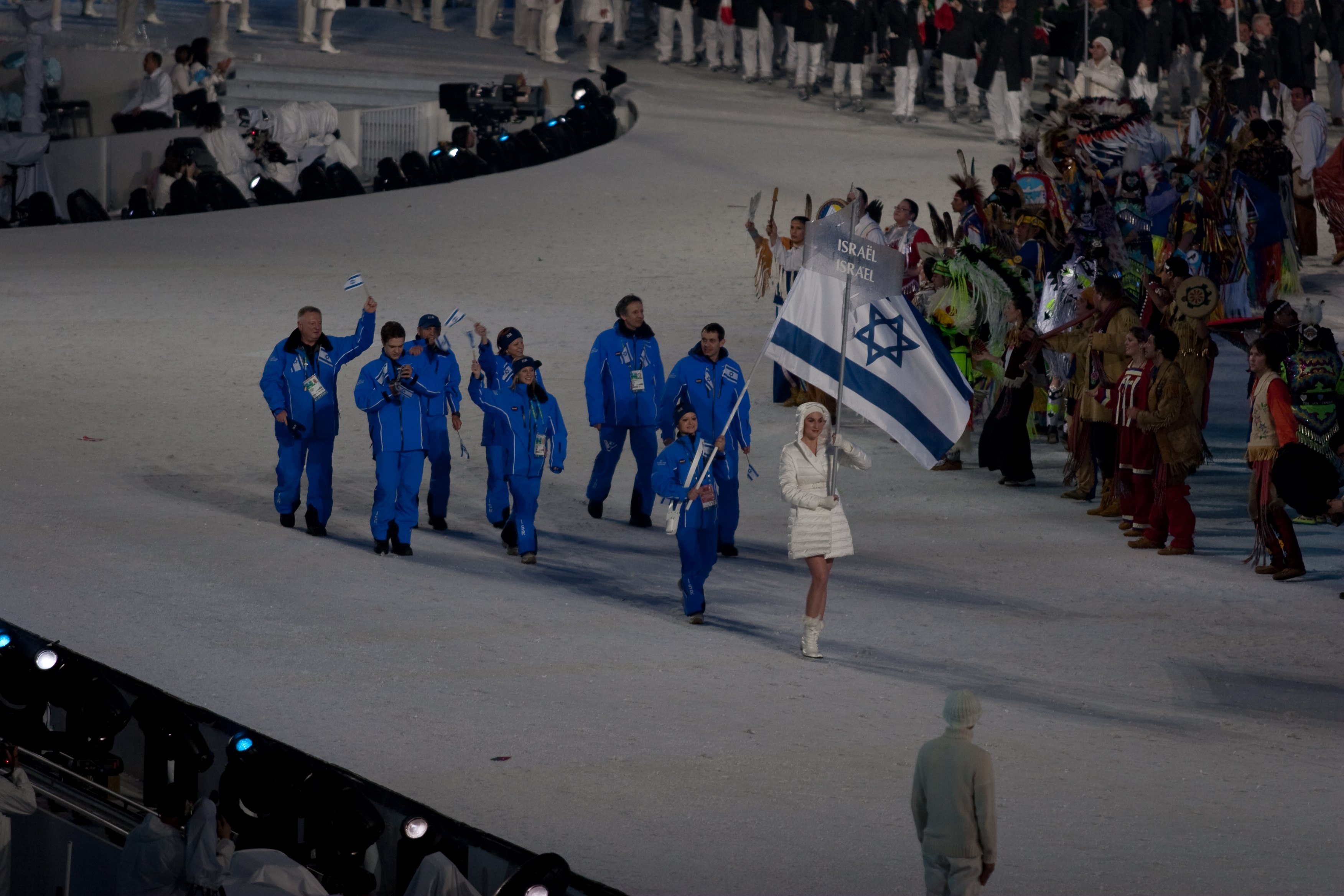
Reprezentacja Izraela podczas ceremonii otwarcia igrzysk olimpijskich

Izrael na Zimowych Igrzyskach Olimpijskich 2010 reprezentowało 3 zawodników.

## Łyżwiarstwo figurowe
| Zawodnik                         | Konkurencja     | Taniec obowiązkowy | Taniec obowiązkowy | Taniec oryginalny | Taniec oryginalny | Program dowolny | Program dowolny | Łączna nota | Pozycja | Źródło                  |
| Zawodnik                         | Konkurencja     | Nota               | Pozycja            | Nota              | Pozycja           | Nota            | Pozycja         | Łączna nota | Pozycja | Źródło                  |
| -------------------------------- | --------------- | ------------------ | ------------------ | ----------------- | ----------------- | --------------- | --------------- | ----------- | ------- | ----------------------- |
| Alaksandra Zarecka Raman Zarecki | Tańce na lodzie | 34,38              | 15.                | 55,24             | 21.               | 90,64           | 14.             | 180,26      | 10.     | [ 1 ] [ 2 ] [ 3 ] [ 4 ] |

## Narciarstwo alpejskie
| Zawodnik         | Konkurencja       | 1 przejazd | 1 przejazd | 2 przejazd | 2 przejazd | Łącznie | Łącznie | Źródło             |
| Zawodnik         | Konkurencja       | Czas       | Pozycja    | Czas       | Pozycja    | Czas    | Pozycja | Źródło             |
| ---------------- | ----------------- | ---------- | ---------- | ---------- | ---------- | ------- | ------- | ------------------ |
| Mykhaylo Renzhyn | slalom gigant (m) | 1:25,77    | 64.        | 1:28,04    | 54.        | 2:53,81 | 55.     | [ 5 ] [ 6 ] [ 7 ]  |
| Mykhaylo Renzhyn | slalom (m)        | 52,84      | 39.        | 56,07      | 34.        | 1:48,91 | 35.     | [ 8 ] [ 9 ] [ 10 ] |